# Sigurd Eysteinsson
Sigurd Eysteinsson (Møre og Romsdal, Noruega, 850 - Dornoch, Escòcia, 892), també conegut amb el nom de Sigurd el Poderós (nòrdic antic: Sigurðr hinn ríki), va ser un capdill víking que va liderar la conquesta del que avui és el nord d'Escòcia. Va governar com a segon jarl de les Òrcades (c. 875–892), quan va succeir al seu germà Rognvald Eysteinsson.
Segons la tradició va morir per culpa del cap decapitat de Máel Brigte, a qui Sigurd havia derrotar en batalla. Mentre anava a cavall amb el cap penjat de la seva muntura com a trofeu, una de les dents de Máel Brigte li va ferir la cama. La ferida es va infectar, i li va causar més tard la mort.

## El túmul de Sigurd
Segons la saga Orkneyinga, cap al final del seu regnat, Sigurd va desafiar a un governant natiu, Máel Brigte el Dentallut, a una batalla de 40 homes. A traïció, Sigurd va portar 80 homes a la lluita i Máel Brigte va ser derrotat i decapitat. Sigurd va lligar el cap a la seva montura com a trofeu, però mentre anava a cavall, les dents de conill de Máel Brigte li van esgarrapar la cama. La cama es va inflamar i es va infectar, va desenvolupar sèpsia i, com a resultat, Sigurd va morir. Va ser enterrat en un túmul conegut com a Túmul de Sigurd (Sigurd's Howe), o Sigurðar-haugr, que prové de la paraula nòrdica antiga haugr, que significa túmul. La ubicació d'aquest túmul és probablement l'actual Sidera o Cyderhall, prop de Dornoch. Tanmateix, també s'ha especulat que fos enterrat a Burghead, a Moray.
Aparentment, la mort de Sigurd va ser seguida d'un període d'inestabilitat. El va succeir el seu fill Guttorm, que va morir en pocs mesos. Rognvald va fer comte de les Òrcades al seu fill Hallad, però Hallad no va poder contenir els pirates víkings, va renunciar al càrrec i va tornar a Noruega caiut en desgràcia. Les sagues diuen que els altres fills de Rognvald estaven més interessats a conquerir més llocs d'Escòcia, i per això el comtat va ser donat al fill petit de Rognvald, Einarr, la mare del qual era una esclava.